# Ropalidia magnanima
Ropalidia magnanima är en getingart som beskrevs av Vecht 1941. Ropalidia magnanima ingår i släktet Ropalidia och familjen getingar.

## Underarter
Arten delas in i följande underarter:
- R. m. albitarsis
- R. m. anthracina